# Dulcie-Range-Nationalpark
Der Dulcie-Range-Nationalpark ist ein 191 km² großer Park im Süden des Northern Territory, Australien.

## Lage
Der Park liegt etwa 220 km nordöstlich von Alice Springs und ist Teil des 2.000 km² großen Gebiet der Dulcie Range. Erreichbar ist das Gebiet mit Allradfahrzeugen über den Plenty Highway, von dem man beim Huckitta Station Homestead in nördlicher Richtung abzweigt.

## Geschichte
Der Nationalpark liegt im Gebiet der Arrernte People. Er war mit seinen Wasserlöchern für die Aborigines eine verlässliche Quelle für Wasser und Nahrung. Im Park finden sich etwa 100 Stellen mit Felsmalereien. Die wichtigste, Ataperraperre genannt, liegt am Mount Ultim und ist für die Ureinwohner heilig.
Mit Charles Winnecke erreichte der erste Europäer 1878 das Dulcie-Range-Gebiet. 1896 folgte der australische Geologe H.Y.L. Brown, die Barclay-MacPherson Expedition im Jahre 1912. Erst 1916 erhält der Gebirgszug seinen Namen von T.E. Day, der ihn nach seiner Tochter Edith Dulcie Coates benennt. Die Old Huckitta Station, deren Ruinen noch heute zu sehen sind, wurde 1920 errichtet. Dort wurde zum ersten Mal Landwirtschaft in der Gegend betrieben.

## Geologie
Der Gebirgszug der Dulcie Range ist ein Sandsteinplateau, das sich aus der umliegenden Ebene um 50 bis 150 Meter erhebt. Das Plateau ist von zahlreichen kleinen Flüssen durchschnitten, die Schluchten und Felslöcher hinterlassen haben. Viele davon sind ganzjährig mit Wasser gefüllt.